# ألكسندر تزونيس
الكسندر تزونيس (باليونانية: Αλέξανδρος Τζώνης)‏ (من مواليد 8 نوفمبر 1937) معماري يوناني وباحث ومؤلف. قدم مساهمات في نظرية العمارة وفي تاريخ الإدراك، جامعاً بين التصميم العلمي والنهج الإنساني في توليف نادر من نوعة.